# Гиваргизов, Сергей Георгиевич
Серге́й Георгиевич Гиваргизов (род. 10 февраля 1945, Степанаван, Армянская ССР, СССР) — советский и российский деятель культуры и общественный деятель, певец (тенор), Заслуженный артист России (2003).

## Биография
Родился 10 февраля 1945 г. в г. Степанаван, Армянская ССР.
- С 1965 г. проживал в г. Киеве.
- В 1982-1986 гг. был солистом Государственной хоровой капеллы Украины «Думка», исполнял сольные партии тенора в произведениях кантатно-ораториального жанра. Гастролировал во многих республиках СССР, зарубежных странах.
- В 1988 - 2011 гг. — солист Мурманской областной филармонии (Российская Федерация). Выступал с сольными программами, а также в дуэте с заслуженной артисткой Украинской ССР Валентиной Залавской. Гастролировал во многих городах России, в Скандинавских странах, в Австралии — в рамках культурной программы, посвященной летней Олимпиаде 2000 г.
- Активно участвует в просветительской деятельности в детских дошкольных и учебных заведениях.
- В 1999, 2000, 2006 г. г. принимал участие в международном фестивале «Рождественские музыкальные встречи в Северной Пальмире».
- В 1998 - 2011 гг. — художественный руководитель филармонии. Административную работу сочетает с концертной деятельностью.
- В 2003 - 2011 гг. Председатель Мурманского отделения «Союза концертных деятелей РФ»
- В 1999 г. инициатор создания Мурманского филармонического оркестра, который возглавил дирижёр из Великобритании Дамиан Йорио.
- Сергей Георгиевич — руководитель большинства крупномасштабных проектов филармонии последних лет: произведений кантатно-ораториального жанра, концертного исполнения опер «Дидона и Эней» Перселла, «Травиата» Верди, «Ацис и Галатея» Генделя, «Служанка-госпожа» Перголези.
- В 2007 г. стал инициатор проведения в Мурманске ежегодного международного фестиваля классической музыки «Северные цветы» — Кольскому Заполярью».
- С 2011 доцент кафедры академического пения и оперной подготовки консерватории Краснодарского государственного университета культуры и искусств.
- Художественный руководитель ансамбля солистов "Bel-Canto"(2012)

## Образование
- Киевский педагогический институт им. Горького.
- Киевская государственная консерватория им. П. И. Чайковского.

## Награды
- Заслуженный артист России (2003)
- Лауреат Премии Губернатора Мурманской области «За особый вклад за развитие культуры и искусства» (2008)
- Лауреат Премии Мэра города Мурманска «За весомый вклад в музыкально-эстетическое воспитание подрастающего поколения» (2010)
- Почетный Диплом Председателя «Союза Концертных Деятелей России» за высокий профессионализм в пропаганде классического музыкального наследия.
- И другие.